# Sarcarsamakulam
Sarcarsamakulam é uma panchayat (vila) no distrito de Coimbatore, no estado indiano de Tamil Nadu.

## Demografia
Segundo o censo de 2001,  Sarcarsamakulam  tinha uma população de 7728 habitantes. Os indivíduos do sexo masculino constituem 50% da população e os do sexo feminino 50%. Sarcarsamakulam tem uma taxa de literacia de 63%, superior à média nacional de 59.5%: a literacia no sexo masculino é de 71% e no sexo feminino é de 56%. Em Sarcarsamakulam, 9% da população está abaixo dos 6 anos de idade.